# Померти в Італбарі
«Померти в Італбарі» — роман американського письменника Роджера Желязни у жанрі наукової фантастики, виданий у 1973 році. Входить до циклу, пов'язаного з Френсісом Сандоу.

## Зміст
Основні події розгортаються у далекому майбутньому на планеті Мегапея у розпал епідемії дейбіанської гарячки, яка охопила декілька планет. Поширення хвороби пов'язують з таємничим Х.

## Персонажі
- Малакар Майлз — колишній військовослужбовець, командор. Його супутником є інопланетна істота, наділена телепатичними здібностями на ім'я Шинд. Єдиний житель і володар Землі.
- Хейдель фон Хаймек — колишній доктор, що натрапив на святилище странтріанської богині хвороб та зцілення.
- Джакара — колишня повія, щиро захоплюється Малакаром Майлзом.
- Френсіс Сандоу — спеціаліст з терраформування. Старий друг Малакара Майлза.
- Лармон Пелс — фахівець з екзотичних інфекційних захворювань. Був заморожений за кілька секунд до клінічної смерті, через що не може лишати свій корабель із системами життєзбереження. Прибуває на орбіту Мегапеї задля допомоги хворим та дослідження гарячки.